# Holly's World
Holly's World é uma série televisiva americana lançada no Brasil em 14 de Julho de 2010, transmitida pelo canal E!. Cada temporada é constituída de 8 episódios.

## Sinopse
Após ter abandonado Los Angeles pelas brilhantes luzes de Las Vegas, a ex-"Girl Next Door" Holly Madison pretende deixar sua marca na cidade. Ela apresenta um show chamado de "Peepshow" no Planet Hollywood e anda com um novo grupo de amigos, incluindo Angel Porrino, sua assistente pessoal, Josh Strickland que é seu melhor amigo e um ex-performer da Broadway que interpreta o protagonista masculino de "Peepshow", e Laura Croft, companheira de quarto de Holly, que gosta muito de festas.

## Audiência
A primeira temporada da série foi vista por mais de 1,879 milhões de telespectadores, batendo várias séries de sucesso, desde a premiere, a série foi eleita como um grande sucesso e a cada episódio novo a audiência só aumenta.